# Arevut
Arevut là một đô thị thuộc tỉnh Aragatsotn, Armenia. Dân số ước tính năm 2011 là 100 người.